# 残コン
残コン（ざんコン、残コンクリート）とは、工事現場で使用されずに余ったり残ったりしたレディーミクストコンクリート（生コン）のこと。

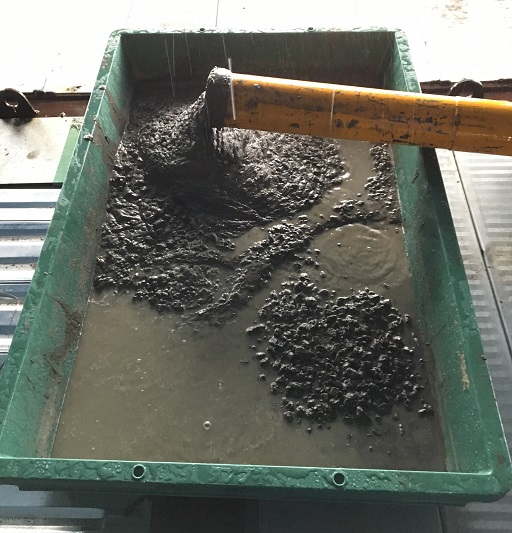
配管に残った生コン

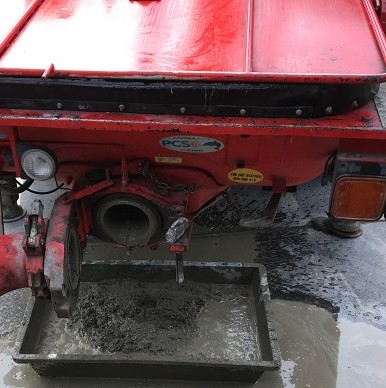
ポンプ車ホッパー内滞留残コン

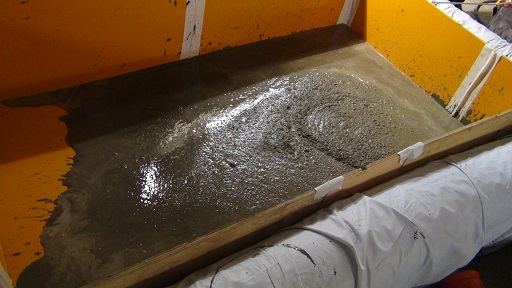
地下トンネル内のモルタル処理

## 概要
生コンは受注の際、数量に余裕を持って注文され現場に納品される。その1割ほどは余剰分となり利用されず持ち戻され残コンとなる。現在その残コンの大半は施工主ではなく生コンの製造元である生コンクリート製造業者が処理を請け負い、経済的負担となっている。さらにはリサイクルされず生コンスラッジとして廃棄されるために地球環境を汚染し続けている。

## 発生理由
残コン発生の要因については、施工者側が余裕を見て多めに発注していることが原因である。多めに発注する理由として、施工時における型枠の変形や品質の変動等によって必要なコンクリート量が変動してしまうことがあげられる。また、必要な量よりも多い生コンを準備しておかなければ連続的な施工ができないことも要因となる。
工事で生コンの不足が生じた際に追加発注により搬入まで時間がかかると、先に施工されたコンクリートと追加で施工されたコンクリートが不連続となる施工不良（コールドジョイント）が生じるために、この時間ロスを避ける為であるとの理由があげられている。さらに、コンクリートポンプによる施工では、輸送管内にコンクリートが余ってしまうことが一般的である。

## 残コンクリートと戻りコンクリート
工事現場で余った生コン（多くは、圧送作業に使用するポンプ車内にて発生する）を残コンと呼び、生コンの輸送に使用されるアジテータ車から全く卸されることのないコンクリートの多くは製造元である生コンクリート製造業者に戻され、これを戻りコンクリート（戻りコン）と呼ぶ。

## 処理方法
生コン工場に戻された後、工場は大きく分けて２つの方法で残コン処理をすることになる。
- 2次製品用のコンクリートとして再利用  工場に戻ってきた残コン・戻りコンを型枠に流し込み、コンクリートブロックなどの2次製品の製造販売を行う。
- 残コン・戻りコンを工場の敷地内に薄く敷き固めて、翌日に破砕を行いコンクリートガラとして破棄する。 ただし、コンクリートガラの廃棄料は多くかかる上、破砕時に騒音問題が発生する等の周辺環境への問題もある。

## 残コンと環境汚染
コンクリートは水の次に多く流通するといわれている材料であり、そこから生まれる廃棄物が残コンである。
その発生量は国内コンクリート生産量の1.6％といわれており、深刻な廃棄物問題となっている（これは年間で130万㎥の量に相当する）。
国内の埋め立て処分場は増え続けるコンクリートガラにより年々処理コストが高騰している現状である。

## 再利用
残コンや戻りコンを再利用しようと活動している事業も多々あり、再生セメントの製造や生コンの流動性をなくし湿潤土壌にすることのできる製品等の残コン改質材が開発・販売されていたり、骨材をつくりJIS規格外生コンとして販売されたりしている。
国土交通省の新技術情報提供システムNETISには、残コンクリート処理技術として、「コンクリート処理剤テラ（ CB-180033-A ）」、「セルドロンCを用いた生コンクリート処理工法（ KT-200036-A ）」の2件が掲載されており、活用効果調査票は、テラで1件、セルドロンは0件が報告されている。

## 残コンのソリューション活動
伊豆長岡の生コン会社は日々現場から送り返されてくる残コンに対して不満・疑問を抱えており、残コンが建設発生土（残土）のように産業副産物として適正な地位を得ていないことに対して声を上げ続け、監督官庁（国土交通省・環境省・経済産業省）への陳情活動を行い、2019年より国会議員も参加した会議が複数回開かれている。